# Play6
Play6 is een Belgische commerciële televisiezender. De zender startte op 6 oktober 2016 onder de naam ZES. Op 28 januari 2021 kreeg de zender de huidige naam Play6. De eigenaar van Play6 is Telenet, via Play Media, waar ook de zenders Play4 en Play5, Play7, Play More en Play Sports toe behoren.
Play6 richt zich voornamelijk op het uitzenden van oudere, succesvolle Amerikaanse series gecombineerd met nieuwe series. Verder zijn er regelmatig marathonuitzendingen waarbij een seizoen van een bepaalde serie achtereenvolgens wordt uitgezonden. Tot slot bestaat het uitzendschema uit Amerikaanse films.

## Geschiedenis
Op 14 juni 2016 maakte SBS Belgium bekend een derde zender te starten naast de bestaande zenders VIER en VIJF, namelijk ZES. De zender werd toegevoegd omdat de zenders VIER en VIJF meer en meer een Vlaamse invulling kregen.
De zender mikt op dezelfde commerciële doelgroep als zenders als VIER en VTM. SBS Belgium wil hiermee de film- en serieliefhebber blijven bedienen met een gevarieerd aanbod dat complementair is aan de andere zenders. Op 14 september 2016 werden de startdatum- en uur (6 oktober om 18 uur) en het zendschema bekendgemaakt, dat bestaat uit films op vaste momenten, series op vaste dagen of marathonuitzendingen. De zender haalde in 2018 2,7% marktaandeel.
Op 28 januari 2021 kreeg de zender met Play6 de huidige naam.
Op 13 augustus 2024 is de zender Play Sports Open als zelfstandig kanaal gestopt en sindsdien worden de sportprogramma's toegevoegd aan het aanbod van Play6. Hierdoor is Play6 een entertainment- en sportzender geworden met o.a. UEFA Europa League & Conference League.

## Ontvangst
Play6 is te ontvangen via alle digitale televisieaanbieders in Vlaanderen en Brussel. Sommige aanbieders zoals Proximus en Telenet verdelen ook een high-definition-feed van de zender. In tegenstelling tot de zusterzenders Play4 en Play5 zendt Play6 niet analoog uit.

## Programma's
Dit is een klein overzicht van de verschillende programma's die zijn uitgezonden op Play6:
- 666 Park Avenue
- Aftershock
- Army Wives
- Arrow
- Bag of Bones
- BattleBots
- Blue Bloods
- Castle
- Cold Case
- Criminal Minds
- Crime Scene Investigation
- CSI: NY
- CSI: Miami
- Cult
- Dexter
- Flashpoint
- Hawaii Five-O
- Hot in Hollywood
- MacGyver
- Mike & Molly
- One Tree Hill
- Nostalgie (ochtendshow van radiozender Nostalgie)[6] (van 7 oktober 2018 tot 2 september 2018)
- NRJ (ochtendshow van radiozender NRJ)[7] (van 3 september 2018 tot april 2023)
- Partners
- Private Practice
- Rookie Blue
- Sex and the City
- Supergirl
- Supernatural
- WWE Raw
- Zoo

## Beeldmerk

Van 6 oktober 2016 t/m 28 januari 2021 (ZES)
Sinds 28 januari 2021 (Play6)